# Cantonul Pontarion
Cantonul Pontarion este un canton din arondismentul Guéret, departamentul Creuse, regiunea Limousin, Franța.

## Comune
| Comune                    | Populație (1999) | Cod poștal | Cod INSEE |
| ------------------------- | ---------------- | ---------- | --------- |
| La Chapelle-Saint-Martial | 91               | 23250      | 23051     |
| Janaillat                 | 354              | 23250      | 23099     |
| Pontarion                 | 360              | 23250      | 23155     |
| La Pouge                  | 74               | 23250      | 23157     |
| Sardent                   | 834              | 23250      | 23168     |
| Saint-Éloi                | 202              | 23000      | 23191     |
| Saint-Georges-la-Pouge    | 337              | 23250      | 23197     |
| Saint-Hilaire-le-Château  | 273              | 23250      | 23202     |
| Thauron                   | 185              | 23250      | 23253     |
| Vidaillat                 | 174              | 23250      | 23260     |